# Thalersee
Der Thalersee oder Thaler See ist ein künstlich angelegter See in Thal in der Steiermark (Österreich) unweit der Landeshauptstadt Graz.

## Geschichte
Um 1920 hatte der damalige Besitzer einige jener Teiche unterhalb der Burg Unterthal, die seit der zweiten Hälfte des 18. Jahrhunderts trockengelegt worden waren, wieder aufstauen lassen. In den ersten Jahren nach dem Ersten Weltkrieg staute man den See nur im Herbst, um aus ihm Eis zu gewinnen, das im Eiskeller beim See oder in den Eiskellern der Stadt Graz zu Kühlzwecken eingelagert wurde.
1925 begann Hans von Reininghaus mit dem Ausbau des Sees zu einem für damalige Verhältnisse modernen Strandbad mit einer Fläche von 65.000 m².
2014 kaufte die Holding Graz die Liegenschaft um den See inklusive Restaurant für die Summe von 1,25 Mio. Euro.
Am 7. November 2018 wurde im Rahmen einer Pressekonferenz im Grazer Gemeinderat der Bau einer neuen Seilbahnanlage beschlossen. Die Trasse sollte etwa so nördlich wie die Peter-Tunner-Gasse über den Plabutsch bis nach Thal zum Thalersee führen. Die Gesamtkosten wurden mit rund 35 Mio. Euro, die Fertigstellung mit Frühjahr 2022 angegeben. Die stärkste Oppositionspartei KPÖ kündigte unter anderem aus Gründen des Umweltschutzes Widerstand gegen das Projekt an und fordert diesbezüglich eine Volksbefragung.
Im Mai 2020 kam das endgültige Aus für die Gondelbahn, das Naherholungsgebiet Thalersee soll jedoch attraktiver gemacht werden.
2018 kaufte die Holding Graz ein Drittel des Sees, zwei Drittel gehören der Gemeinde Thal. Nach Abriss des alten Restaurants soll ein neues mit 200 Plätzen, 100 davon auf der Terrasse, und acht Gästezimmern gebaut werden. Ebenso sind Boots-, Rad- und Schlittschuhverleih geplant. Bei einem Architekturwettbewerb mit 53 Einreichungen setzte sich Pittino & Otter, Graz durch. Gebaut wurde ab dem Frühjahr 2021.
2022 wurde das neue Gebäude fertiggestellt. Zwei Wiener Gastronomen wurden als Pächter gewonnen, blieben allerdings nur ein Jahr. Im Februar 2024 meldete das Waldcafé Thalersee Insolvenz an.
Am 6.–8. Juni 2025 soll 100 Jahre Thalersee gefeiert werden.

## Heute
Der Thalersee bietet den Grazern als Naherholungsgebiet zahlreiche Möglichkeiten. Neben dem Restaurant auch einen Bootsverleih im Sommer und im Winter einen Eislaufbetrieb. In der Nähe befinden sich Wanderwege, eine Sternwarte, ein Golfplatz, eine Langlaufloipe und die Ernst-Fuchs-Kirche.

## Trivia
Auf dem See stellte 1985 Arnold Schwarzenegger seiner mittlerweile Ex-Frau Maria Shriver in einem Boot den Heiratsantrag, den sie bejahte.

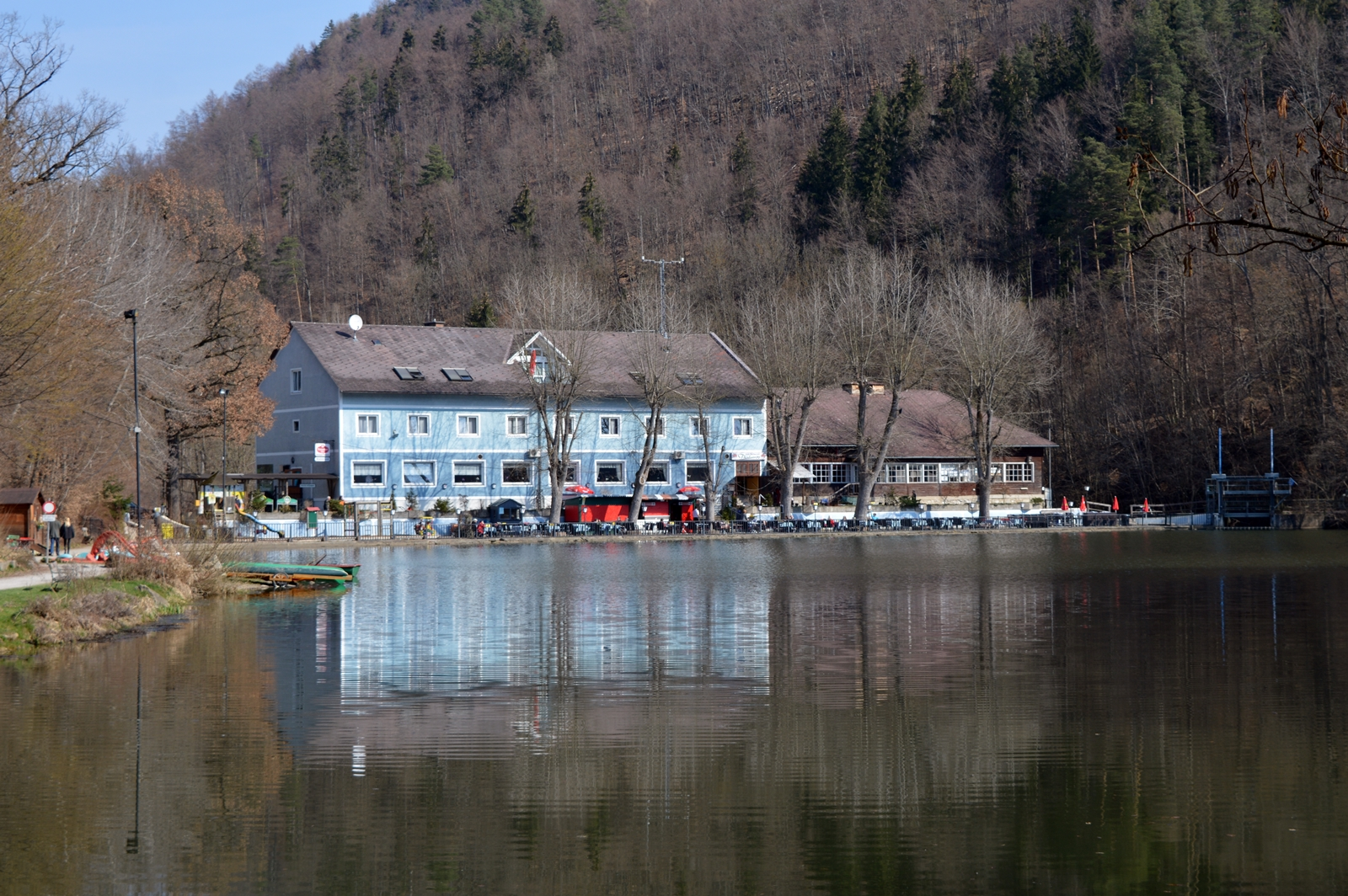
Das alte Restaurant (2016)
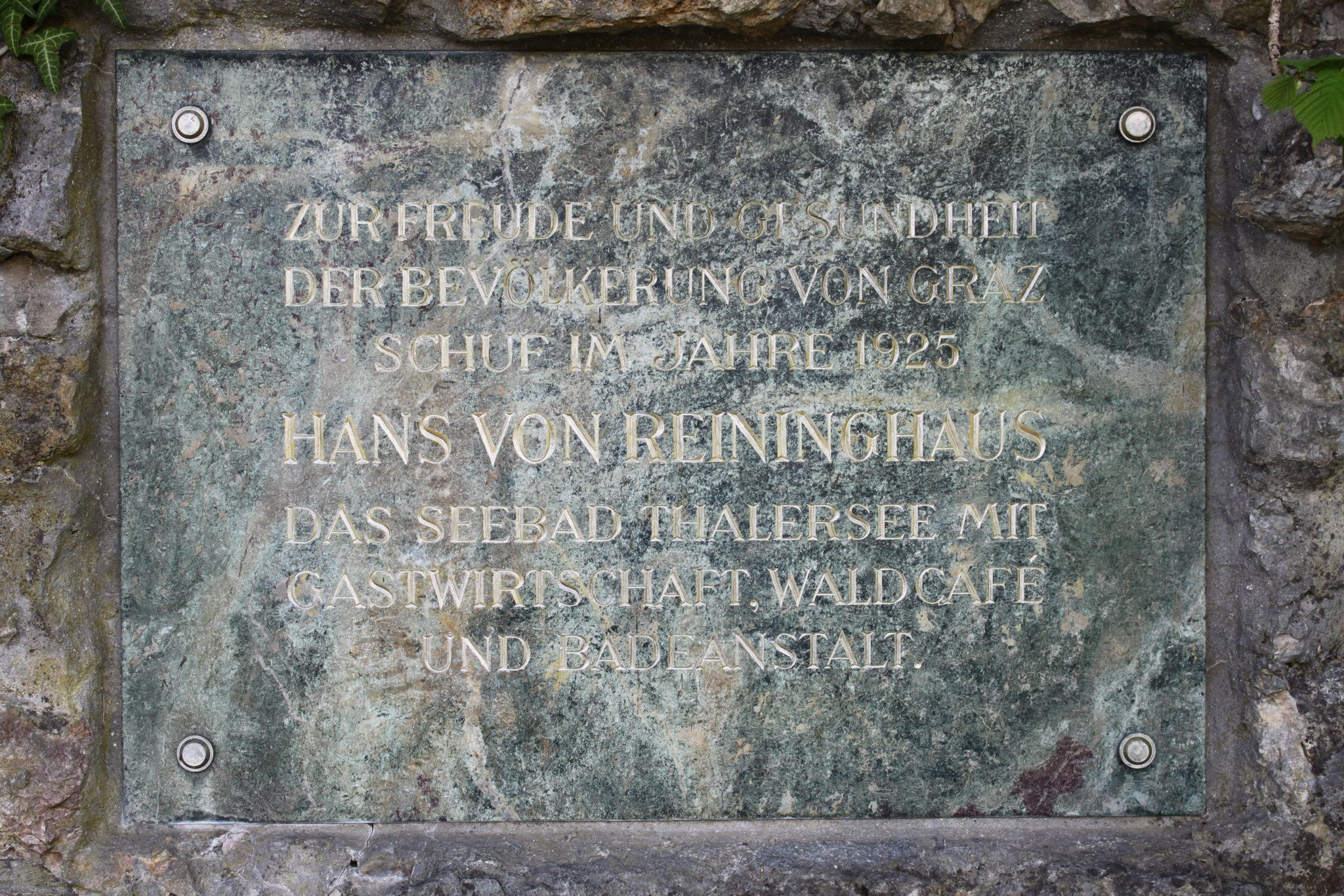
Gedenkstein Hans von Reininghaus 1925 (Foto 2012)
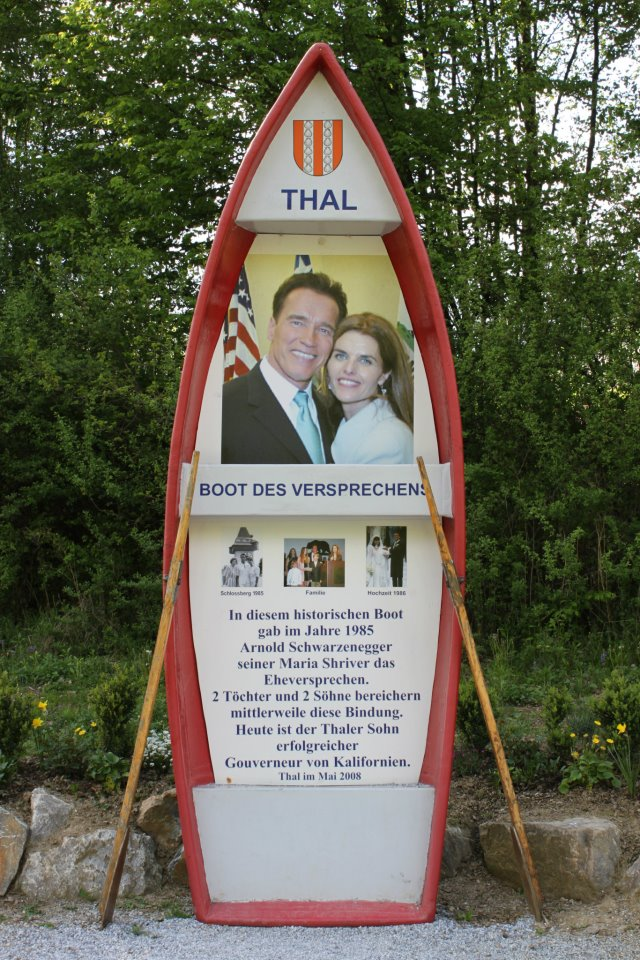
Boot des Versprechens (2012)
Im Winter ist der Thalersee ein beliebtes Eislaufgebiet für die Grazer (2009, HDR)
Panoramablick auf den Thaler See vom Ruderboot aus (2017)
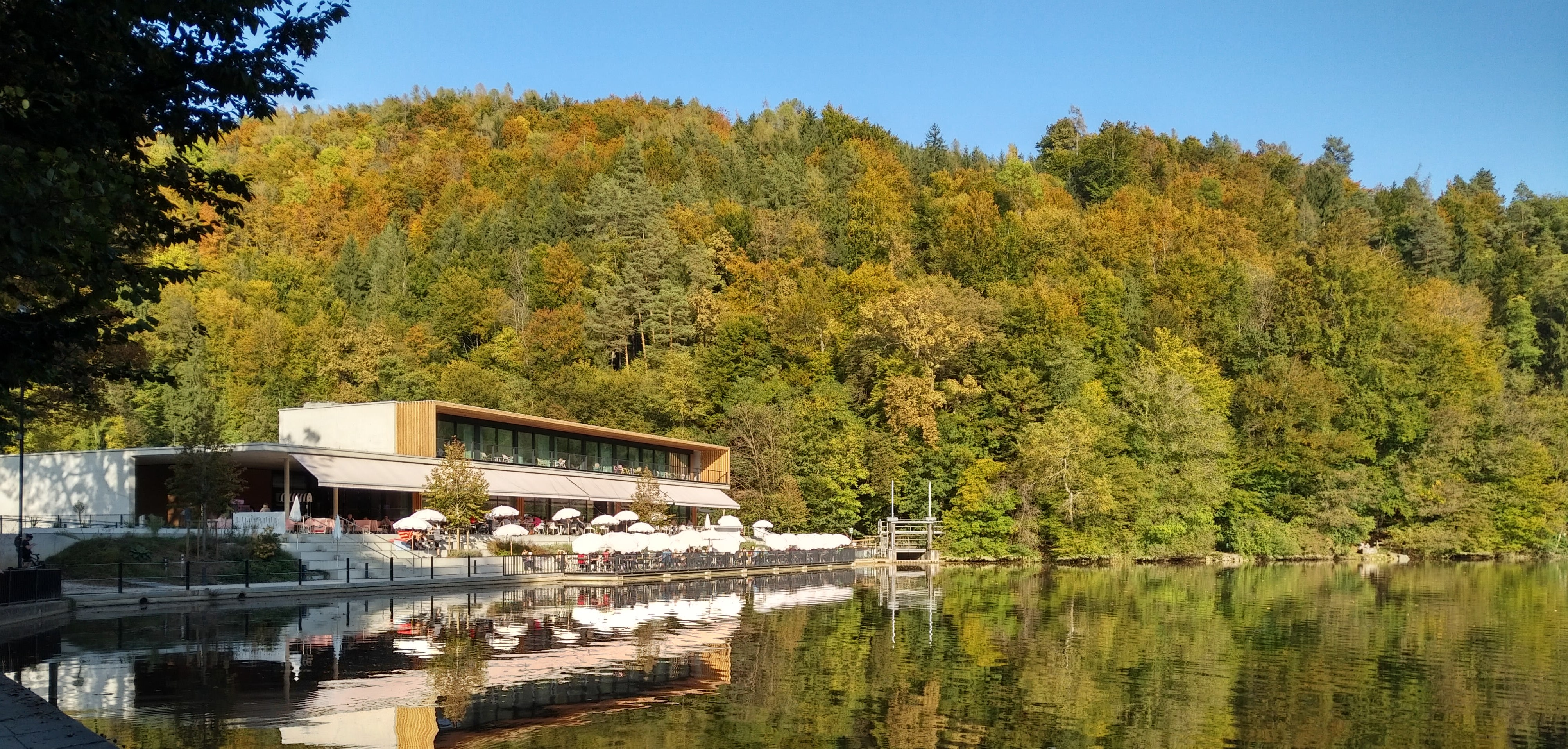
Neues „Waldcafé“ am Thalersee